# Худорошкина, Ирина Александровна
Ири́на Алекса́ндровна Худоро́шкина (род. 13 октября 1968, Карагандинская область, Казахская ССР) — российская легкоатлетка, бронзовый призёр Олимпийских игр в толкании ядра. Заслуженный мастер спорта России. На соревнованиях представляла Московскую область.

## Карьера
В 1996 году на чемпионате Европы в помещении Ирина завоевала серебряную медаль, уступив лишь немке Астрид Кумбернусс. На Олимпиаде в Атланте она выиграла бронзу, пропустив вперёд Астрид Кумбернусс и китаянку Суй Синьмэй.
В апреле 2004 года Худорошкину уличили в применении допинга и дисквалифицировали на два года. В 2006 она вернулась в спорт и на чемпионате Европы стала 7-й. Через год на чемпионате Европы в помещении Ирина выиграла свою вторую серебряную медаль. На пекинской Олимпиаде Худорошкина показала скромный результат и стала лишь 25-й в квалификации.

## Награды
- Медаль ордена «За заслуги перед Отечеством» II степени (6 января 1997 года) — за заслуги перед государством и высокие спортивные достижения на XXVI летних Олимпийских играх 1996 года[3]